# Kathedrale von Chelmsford

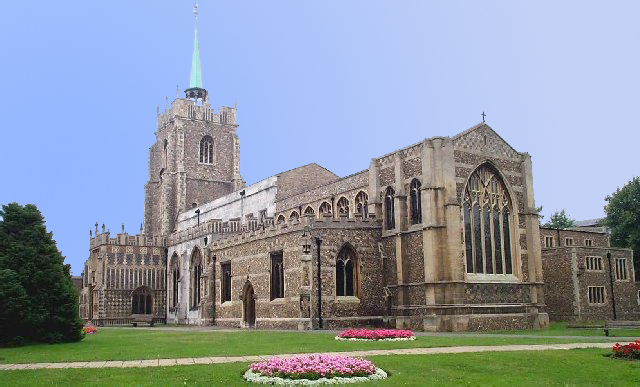
Kathedrale von Süden aus gesehen

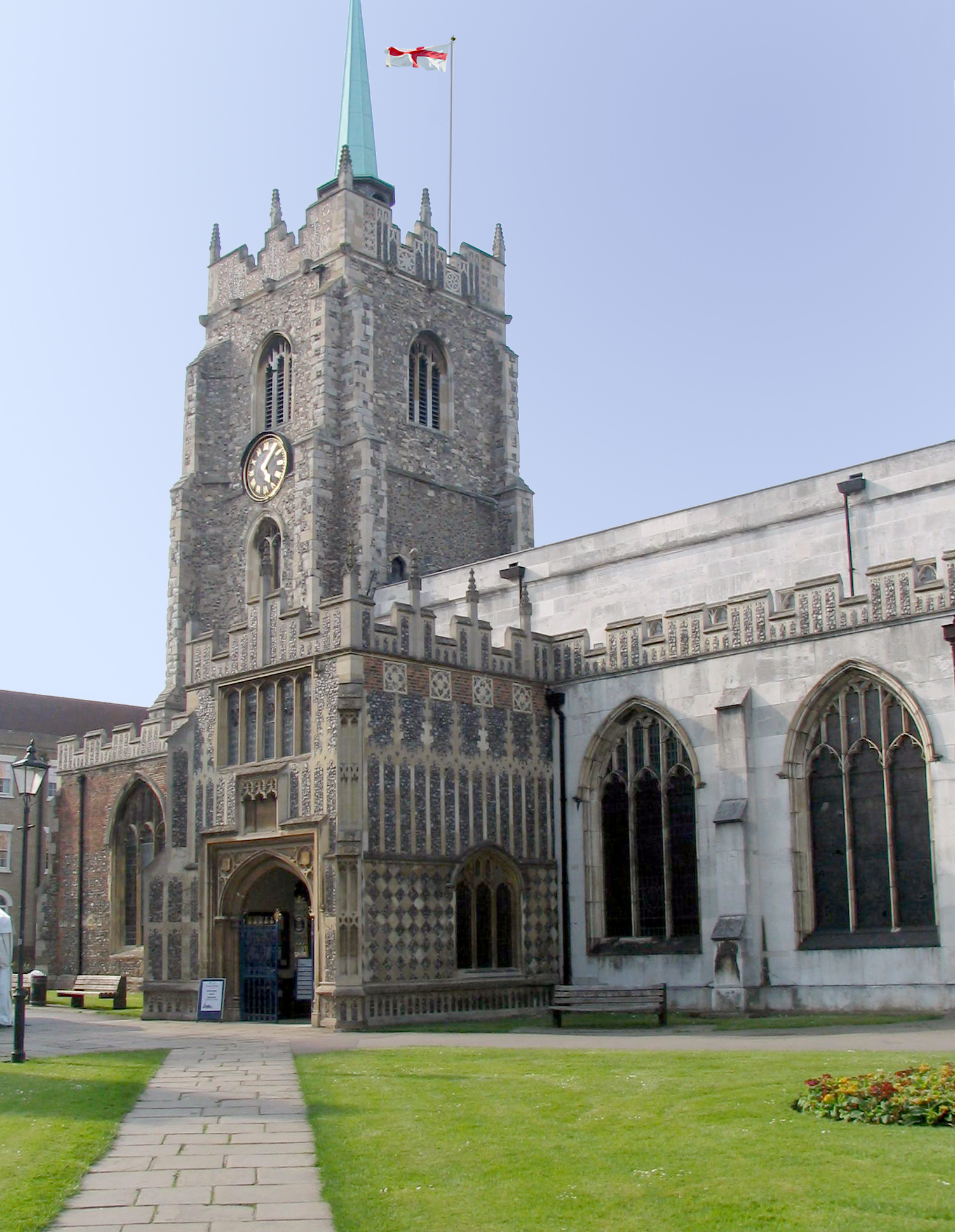
Hauptportal und Turm mit Turmuhr

Die Kathedrale von Chelmsford in Chelmsford, Essex, England ist die Kathedrale der Diözese Chelmsford der Church of England. Die zu Ehren der Jungfrau Maria und der Heiligen Petrus und Cedd geweihte Kirche ist seit der Gründung des Bistums Chelmsford 1914 Bischofssitz. Die bereits im Mittelalter gebaute und später mehrfach erweiterte Kirche ist nach der Kathedrale von Derby die zweitkleinste anglikanische Kathedrale in England.

## Geschichte
Das erste Kirchengebäude entstand vermutlich mit dem Bau der Stadt. Es wurde mehrfach erneuert und geht in seinem heutigen Zustand auf einen Neubau im 16. Jahrhundert zurück. im Jahre 1800 stürzte das Hauptschiff ein und wurde anschließend wieder aufgebaut.
Erst im Jahre 1914 wurde die Kirche zur Kathedrale der neuerstandenen Diözese Chelmsford geweiht. 1953 wurde der Südeingang erweitert. 1954 wurde die Kathedrale zusätzlich zu dem Patrozinium der Jungfrau Maria auch den Heiligen Petrus und Cedd geweiht. Im Zuge einer umfangreichen Renovierung wurde im Jahre 1983 der Innenraum mit einem neuen Boden und neuer Ausstattung versehen. Dazu zählen u. a. der Bischofssitz, der Taufbrunnen und mehrere Kunstwerke. Die Fenster stammen aus dem 19. und 20. Jahrhundert.

## Orgeln

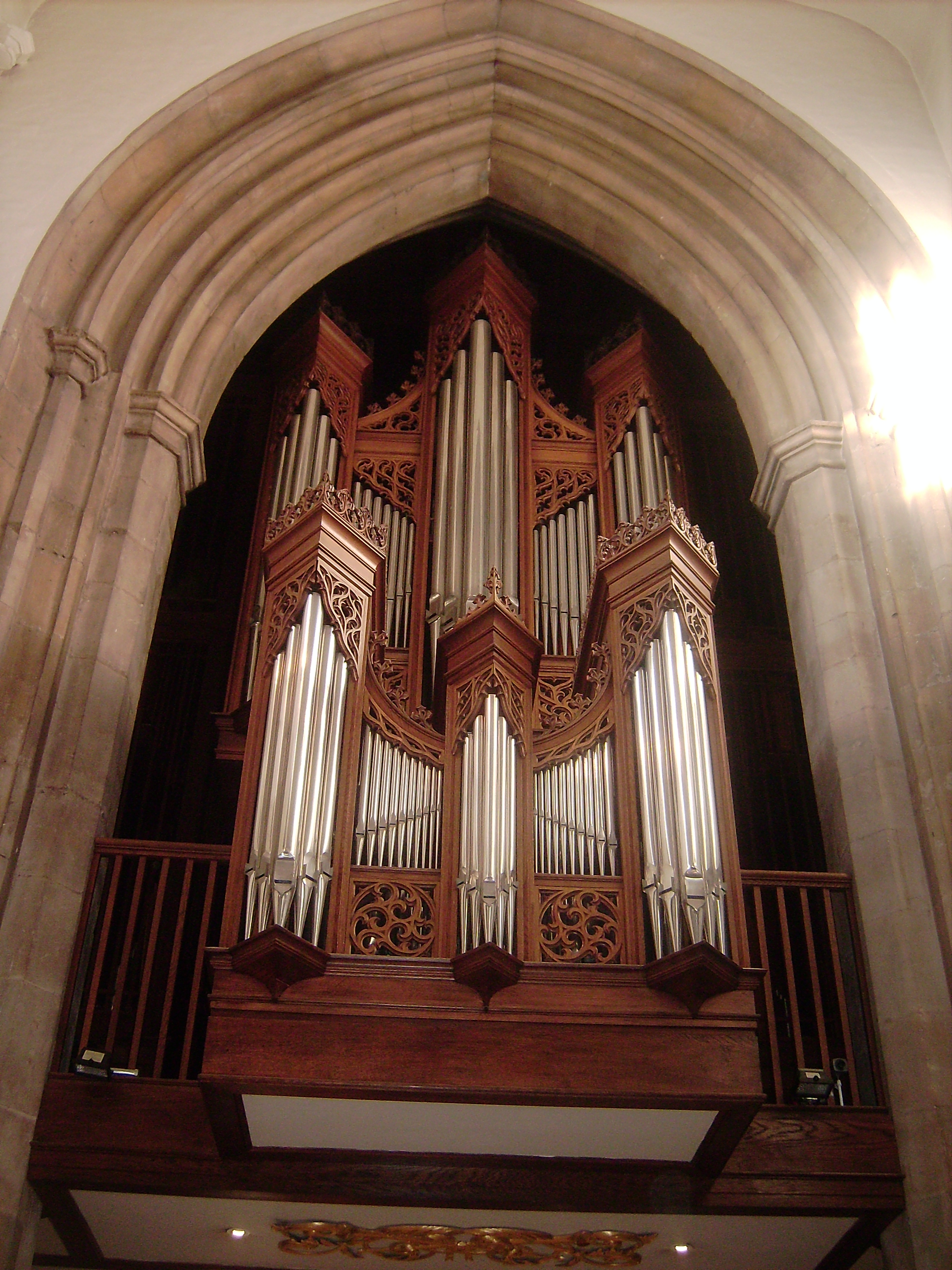
Orgelprospekt

In der Kathedrale gibt es zwei Orgeln, die beide 1994 von der Orgelbaufirma Mander erbaut worden sind. Die Hauptorgel auf der Westempore orientiert sich am englischen Orgelbau im 19. Jahrhundert. Das Orgelgehäuse stammt noch von einem Instrument des Orgelbauers Arthur Hill. Das Instrument hat 40 Register auf vier Manualen und Pedal. Die Spieltrakturen sind mechanisch, die Registertrakturen sind elektrisch. Das Instrument lässt sich vom Spieltisch der Chororgel anspielen.
| I Choir Organ C–g3 |       |
| Stopped Diapason   | 8′    |
| Salicional         | 8′    |
| Principal          | 4′    |
| Flute              | 4′    |
| Flageolet          | 2′    |
| Mixture II-III     | 1 ⁄3′ |
| Cromome            | 8′    |
| Tremulant          |       |

| II Great Organ C–g3 |        |
| Bourdon             | 16′    |
| Open Diapason       | 8′     |
| Gamba               | 8′     |
| Stopped Diapason    | 8′     |
| Principal           | 4′     |
| Flute               | 4′     |
| Twelfth             | 2 ⁄3′  |
| Fifteenth           | 2′     |
| Sesquialtera III    | 1 3⁄5′ |
| Mixture III         | 1′     |
| Cornet V            | 8′     |
| Posaune             | 8′     |
| Clarion             | 4′     |

| III Swell Organ C–g3 |        |
| Stopped Diapason     | 8′     |
| Viola da Gamba       | 8′     |
| Vox Angelica         | 8′     |
| Principal            | 4′     |
| Flauto Traverso      | 4′     |
| Fifteenth            | 2′     |
| Mixture III          | 1 3⁄5′ |
| Contra Fagotto       | 16′    |
| Trumpet              | 8′     |
| Hautboy              | 8′     |
| Vox Humana           | 8′     |
| Clarion              | 4′     |
| Tremulant            |        |

| IV Solo Organ C–g3 |
| Ophicleide 8′      |

| Pedal C–g3    |     |
| Open Diapason | 16′ |
| Bourdon       | 16′ |
| Principal     | 8′  |
| Flute         | 8′  |
| Fifteenth     | 4′  |
| Bombarde      | 16′ |
| Trumpet       | 8′  |